# علي تاندوغان
علي تاندوغان (بالتركية: Ali Tandoğan)‏ هو مدرب كرة قدم ولاعب كرة قدم تركي في مركز نصف الجناح، ولد في 25 ديسمبر 1977 في الصالحية ‏ في تركيا. شارك مع منتخب تركيا تحت 21 سنة لكرة القدم ومنتخب تركيا لكرة القدم. أما مع النوادي، فقد لعب مع أضنة دمير سبور وأنطاليا سبور وبورصة سبور ودينيزلي سبور وغازي عنتاب بي.بي.كي وغنتشلربيرليغي ومرسين إيدمانيوردو ونادي بشكتاش.

## وصلات خارجية
- علي تاندوغان على موقع الاتحاد الأوربي (الإنجليزية)
- علي تاندوغان على موقع اتحاد تركيا (لاعب) (الإنجليزية)
- علي تاندوغان على موقع اتحاد تركيا (مدرب) (الإنجليزية)
- علي تاندوغان على موقع قاعدة بيانات كرة القدم.إي يو (الإنجليزية)
- علي تاندوغان على موقع ناشيونال فوتبول تيمز (الإنجليزية)
- علي تاندوغان على موقع Soccerway.com (الإنجليزية)
- علي تاندوغان على موقع عالم كرة القدم.نت (الإنجليزية)